# Sur mes lèvres
Sur mes lèvres is een Franse misdaadfilm uit 2001 onder regie van Jacques Audiard.

## Verhaal
Carla is een 35-jarige secretaresse op een makelaarskantoor. Ze wil graag hogerop, maar dat valt niet mee, omdat ze een gehoorprobleem heeft. Wanneer de ex-gevangene Paul wordt ingehuurd als haar assistent, verandert haar leven op slag.

## Rolverdeling
| Acteur                 | Personage       |
| ---------------------- | --------------- |
| Vincent Cassel         | Paul            |
| Emmanuelle Devos       | Carla           |
| Olivier Gourmet        | Marchand        |
| Olivier Perrier        | Masson          |
| Olivia Bonamy          | Annie           |
| Bernard Alane          | Morel           |
| Céline Samie           | Josie           |
| Pierre Diot            | Keller          |
| François Loriquet      | Jean-François   |
| Serge Onteniente       | Mammouth        |
| David Saracino         | Richard Carambo |
| Christophe Vandevelde  | Louis Carambo   |
| Bô Gaultier de Kermoal | Barman          |
| Loïc Le Page           | Quentin         |
| Nathalie Lacroix       | Werkneemster    |